# El aguante (álbum)
El Aguante es el noveno álbum de estudio en solitario del músico argentino Charly García, editado en el año 1998.
Una de las curiosidades del disco es Pedro trabaja en el cine que fue un tema de su etapa en Sui Generis que jamás grabó. Algo similar ocurre con Lo que ves es lo que hay, un tema de su etapa solista que iba a formar parte de Cómo conseguir chicas de 1989.
Kill my mother es una canción dedicada a la madre de Charly, Carmen Moreno, con quien García está peleado hasta el día de hoy. El disco fue grabado en las ciudades de Madrid y Miami, con invitados como Joaquín Sabina en Tu arma en el sur. Fue presentado el 26 de diciembre de 1998, en el Estadio Obras Sanitarias.

## Historia
En 1989 Charly quiso grabar un disco íntegramente en inglés. Joe Blaney le criticó la idea marcándole que la canción Lo que ves es lo que hay no tenía la misma impronta en inglés que en castellano, dado lo que significaba para nosotros esa frase. El disco salió en castellano, la canción quedó en el olvido. Hasta 1998, cuando le hizo una letra absolutamente autorreferencial y la grabó para El Aguante, cerrando el disco. Viajando por España en 1997, Charly iba con amigos a distintos bares y se quedaban zapando hasta altas horas de la madrugada. En una de esas zapadas, nació la melodía de "Kill my Mother". Dedicada a su madre y en inglés. Dos estrofas de la canción pertenece a "Positively 4th Street" de Bob Dylan.
En el álbum hay algunas canciones de otros artistas, como It won't be wrong (The Byrds), Tin soldier (Small Faces) y Roll Over Beethoven (Chuck Berry), traducido a un Correte Beethoven con una adaptación libre de la letra y una interpretación más cercana al funk que al rock. Además están Pedro trabaja en el cine, canción de la época de Sui Generis que nunca se grabó, y Dos edificios dorados, de David Lebón. Tal vez, uno de los pasajes más íntimos del disco sea Tu arma en el sur, que Charly compuso para un disco de Fabiana Cantilo, y que aquí aparece más bien melancólica.

## Lista de canciones
Todas las canciones escritas y compuestas por Charly García, excepto donde se indica. 
| N.º   | Título                                                    | Duración |  |
| 1.    | «El Aguante»                                              | 3:28     |  |
| 2.    | «Kill my mother»                                          | 8:42     |  |
| 3.    | «Pedro trabaja en el cine»                                | 4:22     |  |
| 4.    | «No estaría mal» (McGuinn/Gerst)                          | 2:52     |  |
| 5.    | «Soldado de lata» (Marriott/Lane)                         | 3:30     |  |
| 6.    | «Correte Beethoven» (Berry/Arr.:García)                   | 4:22     |  |
| 7.    | «Tu arma en el sur» (con Joaquín Sabina)                  | 5:07     |  |
| 8.    | «Dos edificios dorados» (Lebón/Lagardé)                   | 5:25     |  |
| 9.    | «Uno a uno» (Hammer)                                      | 3:00     |  |
| 10.   | «Lo que ves es lo que hay (Todo el mundo quiere olvidar)» | 7:55     |  |
| 48:43 |                                                           |          |  |

## Músicos
- Guitarras: María Gabriela Epumer, Juanse, Claudio Gabis, Charly García
- Vientos: Bernardo Baraj, Mariela Chintalo
- Violín: Erika Di Salvo
- Cello: Ulises Di Salvo
- Batería: Mario Serra y Fernando Samalea (batería en "Tu arma en el sur")
- Percusión: Gabriel Said
- Teclados: Diego Dubarry, Alfi Martins, Charly García
- Bajos: Charly García, Diego Dubarry.
- Orquesta: Orquesta sinfónica de Madrid
- Voces: Charly García, Mariela Chintalo, María Gabriela Epumer, Joaquín Sabina
- Voces adicionales en "El Aguante" y "Correte Beethoven": Raúl Reyes, Ray Reyes, Miguel Cancel, Pedro Veaz, Ricardo García, Gustavo Parrilla (Menudo)
- Dirección Orquestal: Rubén Giorgis

## Ficha técnica
- Grabación: Criteria Studio (Miami).
- Ingeniero de Grabación: Maximiliano Miglin y Marcos Sanz
- Masterización: Joe Blaney y Chris Athens.
- Edición: Diego Dubarry y Marcos Sanz.
- Concepto: Miguel García.